# Wilhelm Rydberg (skådespelare)
Julius Wilhelm Rydberg, född 26 juni 1850 i Stockholm, död där 12 maj 1915, var en svensk skådespelare och teaterdirektör.
Wilhelm Rydberg var son till Carl Rydberg. Han var elev vid Musikkonservatoriet 1870–1871 och började 1871 som skådespelare vid Svenska Teatern i Helsingfors, där han stannade i fyra år. Han uppträdde till en början mest i sångspel men övergick snart till talroller. 1875 uppmärksammades han som Hyllos i Johan Ludvig Runebergs Kungarna på Salamis vid dramats uruppförande i Helsingfors. Han var anställd vid Stora Teatern, Göteborg 1875–1878 och vid Dramatiska teatern 1878–1880 samt var på nytt verksam vid Stora Teatern i Göteborg 1880–1884 och 1885–1886. Därvid drev han 1881 själv teatern och var 1885–1886 dess direktör. Han ledde ett eget landsortssällskap 1884–1885, 1888–1891 och 1896–1898. Däremellan tillhörde han olika landsortssällskap. På grund av ekonomiska svårigheter lämnade han 1898 teaterscenen för att resten av sitt liv ägna sig åt agenturverksamhet. Som skådespelare hade Rydberg ett omfattande register, allt ifrån Hamlet till den burleske Mouzzuc i Charles Lecocqs Giroflé-Girofla. Framför allt var han en av de bärande krafter vid Stora Teatern i Göteborg. Bland hans roller från den tiden märks Helmer i Henrik Ibsens Ett dockhem och Polyxenes i Shakespeares En vintersaga. Som turné och teaterledare vinnlade sig Rydberg om en god repertoar och höll en förstklassig ensemble.
Han var från 1881 gift med skådespelerskan Hulda Wilhelmina Lindelöw.